# Percy Mills
Percy Herbert Mills (4 janvier 1890 - 10 septembre 1968) est un industriel britannique, fonctionnaire et homme politique.

## Biographie
Mills est né à Thornaby on Tees et fait ses études à Barnard Castle School.
Pendant la Seconde Guerre mondiale, il est contrôleur général des machines-outils au ministère de l'approvisionnement de 1940 à 1944. Il gagne la confiance absolue d'Harold Macmillan et est décrit par l'Oxford Dictionary of National Biography comme « l'un des industriels les plus politiquement influents de son temps ». Il est fait chevalier dans les honneurs du Nouvel An 1942, et nommé à l'Ordre de l'Empire britannique en tant que Chevalier Commandant (KBE) dans les honneurs d'anniversaire de 1946. Il est créé baronnet, d'Alcester dans le comté de Warwick, en 1952 et est élevé à la pairie comme baron Mills, de Studley dans le comté de Warwick, en janvier 1957. Le même mois, le premier ministre nouvellement nommé Macmillan nomme Mills ministre de l'Énergie, avec un siège au cabinet. Il est admis au Conseil privé en même temps. En octobre 1959, il devient Paymaster-General, et le reste jusqu'en octobre 1961, date à laquelle il est nommé ministre sans portefeuille. À la suite de son départ du Cabinet après la « Nuit des longs couteaux », il est nommé vicomte Mills, de Kensington dans le comté de Londres, en 1962.
Lord Mills est décédé en septembre 1968, âgé de 78 ans, et est remplacé dans la vicomté par son fils, Roger.